# 1973 في نيوزيلندا
فيما يلي قوائم الأحداث التي وقعت خلال عام 1973 في نيوزيلندا.

## رياضة
- 1 يناير – كأس أوقيانوسيا للأمم 1973 الفائز منتخب نيوزيلندا لكرة القدم.
- 1 يناير – كأس نيوزيلندا 1973 الفائز نادي يونيفرستي ماونت ولينغتون.
- 24 فبراير – نهائي كأس أوقيانوسيا للأمم 1973 الفائز منتخب نيوزيلندا لكرة القدم.

## مواليد

### يناير
- 1 يناير – إيفون تود مصورة نيوزيلندية.
- 1 يناير – سيمون وليامز
- 1 يناير – لانس أوسوليفان طبيب نيوزيلندي.
- 1 يناير – مريديث براون مغنية نيوزيلندية.
- 5 يناير – ديفيد كلارك سياسي نيوزيلندي.
- 5 يناير – فيل جويل موسيقية نيوزيلندية.

### مارس
- 8 مارس – كاميرون بروير صحفي نيوزيلندي.
- 14 مارس – كارولين باول متسابقة حدث نيوزيلندية.
- 28 مارس – روشيل مارتن لاعبة رغبي نيوزيلندية.

### أبريل
- 1 أبريل – ستيفن فلمنج لاعب كركيت نيوزيلندي.
- 5 أبريل – جيل جيلمور لاعبة كرة قدم نيوزيلندية.
- 5 أبريل – لانس هاميلتون لاعب كركيت نيوزيلندي.
- 8 أبريل – نيكولاس تانغ سبّاح نيوزيلندي.
- 15 أبريل – نورمان بيريمان لاعب رغبي نيوزيلندي.
- 21 أبريل – آدم باركر
- 23 أبريل – ريتشارد كينغ لاعب كريكت نيوزلندي.

### مايو
- 6 مايو – جيمس شو سياسي نيوزيلندي.
- 10 مايو – كايل براون لاعب كريكت نيوزلندي.

### يونيو
- 1 يونيو – فيل باترسون لاعب كرة قدم نيوزيلندي.
- 16 يونيو – شاين ريد تريثلت نيوزيلندي.

### يوليو
- 3 يوليو – أندرو بيك ملاكم كيك بوكسينغ نيوزيلندي.
- 8 يوليو – كيلي براون لاعبة كركيت نيوزيلندية.
- 12 يوليو – جلان تومسون درّاج طريق نيوزيلندي.
- 24 يوليو – جوليان أونيل لاعب دوري رغبي نيوزيلندي.
- 31 يوليو – تاشا وليامز منافِسة أوليمبية نيوزيلندية.

### أغسطس
- 5 أغسطس – جاستن مارشال لاعب رغبي نيوزيلندي.
- 7 أغسطس – زين لوي
- 13 أغسطس – ستيفن ماثر لاعب كريكت نيوزلندي.
- 20 أغسطس – كاميرون ماثر لاعب اتحاد رغبي من المملكة المتحدة.
- 26 أغسطس – هارون جيلمور سياسي نيوزيلندي.
- 28 أغسطس – تراسي واترس لاعبة رغبي نيوزيلندية.

### سبتمبر
- 13 سبتمبر – مارك فوي لاعب كرة قدم نيوزيلندي.

### أكتوبر
- 15 أكتوبر – مايكل جونسون رياضي نيوزيلندي.
- 22 أكتوبر – ريتشارد جونز لاعب كركيت نيوزيلندي.
- 24 أكتوبر – جيف ويلسون

### نوفمبر
- 5 نوفمبر – غافين ويلكينسون
- 14 نوفمبر – دارين سميث لاعب هوكي حقل نيوزيلندي.

### ديسمبر
- 13 ديسمبر – تومي هايز لاعب اتحاد رغبي نيوزيلندي.
- 28 ديسمبر – غارث دا سيلفا ملاكم نيوزيلندي.

## وفيات

### يناير
- 5 يناير – ألان أليوت (مواليد 1906) عداء سرعة نيوزيلندي.

### مارس
- 8 مارس – ديك روبرتس (مواليد 1889) لاعب رغبي نيوزيلندي.

### أبريل
- 10 أبريل – إيرني آشر (مواليد 1886)
- 11 أبريل – هكتور ماكغريغور (مواليد 1910)

### مايو
- 5 مايو – جيمس ستيوارت (مواليد 1890)

### يوليو
- 6 يوليو – ستيوارت بيل ماكلينان (مواليد 1903) فنان نيوزيلندي.
- 14 يوليو – جورج جايلز (مواليد 1913) درّاج طريق نيوزيلندي.

### أغسطس
- 14 أغسطس – كيم نيوكومب (مواليد 1944) متسابق دراجات نارية نيوزيلندي.

### سبتمبر
- 18 سبتمبر – سيدني شيرر (مواليد 1890)

### أكتوبر
- 23 أكتوبر – سيدني كارلتون (مواليد 1904) لاعب رغبي نيوزيلندي.
- 24 أكتوبر – بات حنا (مواليد 1888) مغني نيوزيلندي.

### ديسمبر
- 5 ديسمبر – هاندلي براون (مواليد 1904) لاعب اتحاد رغبي نيوزيلندي.
- 24 ديسمبر – لوري ونايت (مواليد 1901) لاعب رغبي نيوزيلندي.